# S/S Saimaa
S/S Saimaa är ett finländskt ångdrivet passagerarfartyg.
S/S Saimaa byggdes 1893 på W:m Crichton & C:o i Åbo. 